# Stefanie Joosten
Stefanie Joosten, född den 5 augusti 1988 i Roermond, Limburg, är en nederländsk fotomodell och skådespelare. Hon är känd för att ha spelat datorspelsfiguren Quiet i det japanska datorspelet Metal Gear Solid V: The Phantom Pain.
Fascinerad av Japan och otakukulturen åkte Joosten till Kyoto år 2009 för att utbytesstudera det japanska språket och japansk kultur när hon studerade på Universitetet i Leiden. 2011 flyttade hon till Tokyo för att arbeta som fotomodell.

## Filmografi
- 2014 – Gekitsui (TV-serie)
- 2015 – Do S Deka (TV-serie)
- 2015 – Metal Gear Solid V: The Phantom Pain[7]